# Deau den Turk
Deau den Turk (Den Haag, 30 maart 2005) is een voetbalspeelster uit Nederland. Ze speelt als verdediger voor Ajax in de Vrouwen Eredivisie.

## Clubcarrière
Deau den Turk begon met voetballen bij RKAVV in Leidschendam. Ze kwam vervolgens ook nog uit voor Forum Sport en VV Wilhelmus. Vervolgens ging Den Turk al op jonge leeftijd deel uitmaken van het Ajax talententeam. Daarnaast kwam ze uit voor Jong Ajax in de Vrouwen Eerste divisie. Met dit team werd ze in het seizoen 2022/23 kampioen van de eerste divisie, waardoor ze in het volgende seizoen met haar team mocht uitkomen in de KNVB Beker. Op 14 maart 2024 nam Den Turk het met Jong Ajax in een historische KNVB bekerwedstrijd op tegen het eerste elftal van Ajax.
Op 5 juli 2024 werd bekend dat Den Turk vanaf het seizoen 2024/25 werd overgeheveld naar het eerste elftal van Ajax. Bij de Amsterdammers tekende ze haar eerste profcontract tot medio 2025. Den Turk maakte in de wedstrijd om de Supercup op 31 augustus 2024 haar officiële debuut voor de Amsterdammers door in de basis te starten. Ze verlengde in juni 2025 haar contract tot medio 2026 bij de Amsterdammers.

## Statistieken
| Seizoen | Club      | Competitie             | Competitie | Competitie | Beker | Beker | Overig | Overig | Totaal | Totaal |
| Seizoen | Club      | Competitie             | Wed.       | Dlp.       | Wed.  | Dlp.  | Wed.   | Dlp.   | Wed.   | Dlp.   |
| ------- | --------- | ---------------------- | ---------- | ---------- | ----- | ----- | ------ | ------ | ------ | ------ |
| 2023/24 | Jong Ajax | Vrouwen Eerste divisie | ?          | ?          | 1     | 0     | 0      | 0      | 1      | 0      |
| 2024/25 | Ajax      | Vrouwen Eredivisie     | 5          | 0          | 0     | 0     | 1      | 0      | 6      | 0      |
| Totaal  | Totaal    | Totaal                 | 5          | 0          | 1     | 0     | 1      | 0      | 7      | 0      |

Bijgewerkt t/m 29 januari 2025.

## Interlandcarrière
Deau den Turk debuteerde op 14 juni 2019 als jeugdinternational van Nederland onder 15. Met Nederland onder 16 kwam Den Turk uit op het Nordic Tournament in 2021. Met Nederland onder 17 kwam Den Turk uit in de kwalificatiereeks voor het EK 2022 in Bosnië en Herzegovina.  In 2024 werd Den Turk voor het eerst opgeroepen voor Nederland onder 19 door bondscoach Sherida van Bruggen.

## Trivia
Den Turk is een dochter van voormalig voetballer Dennis den Turk.
1 Van Eijk ·
3 Van der Veen ·
4 Den Turk ·
6 Van de Velde ·
7 Van Egmond ·
8 Spitse  ·
9 Tolhoek ·
12 Van Hensbergen ·
13 Niënhuis ·
15 Kaagman ·
16 Noordman ·
17 Jansen ·
18 Keijzer ·
19 T. Hoekstra ·
20 Yohannes ·
21 Van Gool ·
22 Sabajo ·
23 Keukelaar ·
24 De Klonia ·
25 De Sanders ·
26 Kardinaal ·
27 Buikema ·
31 Van der Wal ·
Coach: De Reus
· Assistent-coach: Luiten